# Hadouken!
Hadouken! es una banda musical británica formada en Londres en 2006  por el cantante, escritor y productor James Smith, junto con su novia, es una de las bandas pioneras del género musical del grime llamado: Grindie, la teclista de sintetizador Alice Spooner, el guitarrista Daniel "Pilau" Rice, el bajo Christopher Purcell y el baterista Nick Rice. El nombre de la banda proviene de un famoso ataque del videojuego Street Fighter. Hadouken! comenzó en Leeds su propio sello discográfico, Surface Noise Records.

## Discografía
- Music for an Accelerated Culture (2008)
- For the Masses (2010)
- Every Weekend (2013)

## Premios y nominaciones
Nominaciones por Mejor artista de música electrónica y DJ en los BT Awards en 2007 y 2008, ganando en 2008.